# 泊頭市
泊頭市（はくとう-し）は中華人民共和国河北省滄州市に位置する県級市。

## 歴史
前漢の時代には候井県と呼ばれる県が置かれていた。泊頭市の前身は1389年（洪武22年）、明代の交河県に「新橋駅」が設置された際に「泊関駅」と称されるようになり、後に泊頭鎮が設置されたことに由来する。1946年（民国35年）、交河県より泊鎮市が分割設置され、1948年（民国37年）に泊頭市と改称された。1949年には県級鎮として泊頭鎮とされたが、1953年に再び県級市に昇格、1958年に再廃止されたものの1982年に再設置された。1983年5月に交河県を編入し現在に至る。

## 行政区画
- 街道:解放街道、河東街道、古楼街道
- 鎮:泊鎮、交河鎮、斉橋鎮、寺門村鎮、郝村鎮、富鎮鎮、文廟鎮、窪里王鎮、四営鎮
- 郷:王武荘郷、営子郷、西辛店郷